# أندي هنت (كاتب)
أندي هنت (بالإنجليزية: Andy Hunt)‏ هو كاتب وعالم حاسوب أمريكي، ولد في 1964 في رالي في الولايات المتحدة.